# Volksabstimmungen in der Schweiz 2013
Dieser Artikel bietet eine Übersicht der Volksabstimmungen in der Schweiz im Jahr 2013.
In der Schweiz fanden 2013 auf Bundesebene elf Volksabstimmungen statt, im Rahmen von vier Urnengängen am 3. März, 9. Juni, 22. September und 24. November. Dabei handelte es sich um ein obligatorisches Referendum, fünf Volksinitiativen und fünf fakultative Referenden.

## Abstimmungen am 3. März 2013

### Ergebnisse
| Nr. | Vorlage                                                                                 | Art | Stimm- berechtigte | Abgegebene Stimmen | Beteiligung | Gültige Stimmen | Ja        | Nein      | Ja-Anteil | Nein-Anteil | Stände | Ergebnis |
| --- | --------------------------------------------------------------------------------------- | --- | ------------------ | ------------------ | ----------- | --------------- | --------- | --------- | --------- | ----------- | ------ | -------- |
| 567 | Bundesbeschluss vom 15. Juni 2012 über die Familienpolitik                              | OR  | 5'174'680          | 2'412'095          | 46,61 %     | 2'362'482       | 1'283'951 | 1'078'531 | 54,35 %   | 45,65 %     | 10:13  | nein     |
| 568 | Eidgenössische Volksinitiative vom 26. Februar 2008 «gegen die Abzockerei»              | VI  | 5'174'680          | 2'418'825          | 46,74 %     | 2'378'159       | 1'616'184 | 0'761'975 | 67,96 %   | 32,04 %     | 23:0   | ja       |
| 569 | Änderung vom 15. Juni 2012 des Bundesgesetzes über die Raumplanung (Raumplanungsgesetz) | FR  | 5'174'680          | 2'406'787          | 46,51 %     | 2'348'456       | 1'476'942 | 0'871'514 | 62,89 %   | 37,11 %     | –      | ja       |

### Familienpolitik
2007 reichte CVP-Nationalrat Norbert Hochreutener eine parlamentarische Initiative ein, die einen Verfassungsartikel zur Familienpolitik forderte. Unter anderem sollten Familien bei den Steuern und den Sozialversicherungen finanziell unterstützt werden. Die Kommission für Gesundheit und soziale Sicherheit des Nationalrates präsentierte einen Entwurf, der allgemeiner formuliert war und keine konkreten Massnahmen nannte. Gegen den Willen des Bundesrates strich das Parlament die Bevorschussung von Alimenten aus dem Entwurf. Der neue Verfassungsartikel verlangte von Bund und Kantonen, die Vereinbarkeit von Familie und Erwerbsarbeit oder Ausbildung zu fördern. Zu diesem Zweck sollten die Kantone für ein bedarfsgerechtes Angebot an familien- und schulergänzenden Betreuungsplätzen sorgen. Der Bund sollte korrigierend eingreifen dürfen, falls die Vorgaben nicht erfüllt werden oder das Angebot von Dritten nicht ausreicht. Gegen die Vorlage sprachen sich SVP, FDP, EDU und der Gewerbeverband aus. Sie befürchteten eine Beschneidung der kantonalen Kompetenzen und warnten vor nicht absehbaren Kostenfolgen, wobei die SVP das polemische Schlagwort «Staatskinder» prägte. Unterstützer der Vorlage waren alle anderen Parteien, zahlreiche Jugend- und Familienverbände und die FDP-Frauen. Sie argumentierten, der Verfassungsartikel lege die Basis für eine umfassende Förderung der Vereinbarkeit von Familie und Erwerbsarbeit, was wirtschaftlich und demografisch sinnvoll sei. Eine Mehrheit der Abstimmenden nahm die Vorlage zwar an, doch sie scheiterte am Ständemehr.

### Abzockeriniitative
Zu Beginn des 21. Jahrhunderts kam es in vielen weltweit tätigen Grossunternehmen zu weithin als massiv übertrieben empfundenen Vergütungen und Abfindungen von Managern, selbst bei Verlusten. Als Folge der zunehmend intensiver geführten Debatte über solche «Abzocker» reichte ein Komitee um den Schaffhauser Kleinunternehmer Thomas Minder im Februar 2008 eine Volksinitiative ein. Sie verlangte, dass in börsenkotierten Aktiengesellschaften die Generalversammlung über die Vergütungssummen der Geschäftsführung abstimmen kann. Weiter sollten die Mitglieder des Verwaltungsrates jährlich von der Generalversammlung neu und einzeln gewählt werden können. Gefordert wurden auch gesetzliche Vorschriften für die Anstellungsbedingungen der Geschäftsleitungsmitglieder von Konzernen. Bundesrat und Parlament lehnten die Initiative ab, da sie zu restriktiv sei. Sie präsentierten 2012 einen indirekten Gegenvorschlag, der eine Teilrevision des Obligationenrechts bezüglich Bestimmungen über die Rechte von Aktionären vorsah. Unterstützung erhielten die Initianten von SP, Grünen, EVP und CSP. Sie machten den Nachteil, dass ihnen nur bescheidene Finanzmittel zur Verfügung standen, durch viel Engagement und den konsequenten Einsatz von sozialen Medien wett. Ausserdem profitierte die Initiative von der Emotionalität und dem grossen Empörungspotenzial. Auf der Gegenseite standen die bürgerlichen Parteien und die Wirtschaftsverbände, wobei allein Economiesuisse über acht Millionen Franken für die Kampagne ausgab. Die zwei Wochen vor der Abstimmung bekannt gewordene Abgangsentschädigung von Novartis-Chef Daniel Vasella in der Höhe von 72 Millionen spielte den Initianten ebenfalls in die Hände. Mehr als zwei Drittel der Abstimmenden und alle Kantone stimmten der Vorlage zu.

### Raumplanungsgesetz
Pro Natura und andere Umweltorganisationen reichten im August 2008 die Volksinitiative «Raum für Mensch und Natur» ein, die sich gegen die fortschreitende Zersiedelung richtete und einen besseren Landschaftsschutz anstrebte. Der Bundesrat empfand das geforderte Bauzonenmoratorium als ungeeignet und schlug stattdessen eine Revision des Raumplanungsgesetzes vor. Nachdem ein erster Entwurf am Widerstand des Nationalrates gescheitert war, kam nach den Wahlen 2011 doch noch eine Einigung zustande, worauf die Initianten ihr Begehren zurückzogen. Das revidierte Gesetz schrieb vor, dass das eingezonte Bauland den geschätzten Baubedarf für die nächsten 15 Jahre nicht übersteigen darf. Ebenso mussten die Kantone aufzeigen, wie sie die nachhaltige Siedlungsentwicklung zu fördern gedenken. Bei der Umzonung von Landwirtschafts- in Bauland musste neu eine Abgabe von 20 Prozent des Wertgewinns entrichtet werden. Gegen die Gesetzesänderung brachte der Gewerbeverband ein Referendum zustande. Unterstützung erhielt er von der SVP, dem Hauseigentümerverband und von Economiesuisse. Die Gegner hielten die Rückzonungspflicht bei überdimensionierten Bauzonen sowie die zu entrichtende Mehrwertabgabe bei Neueinzonungen für zu restriktiv. Während CVP und FDP gespalten waren, unterstützten linke Parteien und Umweltverbände die Vorlage. Ihnen zufolge ermögliche das Gesetz eine wirksame Bekämpfung der Zersiedelung, ausserdem könnten Natur- und Kulturlandschaften wirksamer geschützt werden. Mehr als drei Fünftel der Abstimmenden nahmen die Vorlage an; im Kanton Wallis, wo die Opposition besonders stark ausgeprägt war, stimmten vier von fünf Personen mit Nein.

## Abstimmungen am 9. Juni 2013

### Ergebnisse
| Nr. | Vorlage                                                                                     | Art | Stimm- berechtigte | Abgegebene Stimmen | Beteiligung | Gültige Stimmen | Ja        | Nein      | Ja-Anteil | Nein-Anteil | Stände | Ergebnis |
| --- | ------------------------------------------------------------------------------------------- | --- | ------------------ | ------------------ | ----------- | --------------- | --------- | --------- | --------- | ----------- | ------ | -------- |
| 570 | Eidgenössische Volksinitiative vom 7. Juli 2011 «Volkswahl des Bundesrates»                 | VI  | 5'184'426          | 2'048'664          | 39,52 %     | 2'030'371       | 0'480'291 | 1'550'080 | 23,66 %   | 76,34 %     | 0:23   | nein     |
| 571 | Änderungen vom 28. September 2012 des Asylgesetzes (Dringliche Änderungen des Asylgesetzes) | FR  | 5'184'426          | 2'044'092          | 39,43 %     | 2'005'181       | 1'573'007 | 0'432'174 | 78,45 %   | 21,55 %     | –      | ja       |

### Volkswahl des Bundesrates
Zwei Volksinitiativen, die eine Wahl des Bundesrates durch das Volk verlangt hatten, waren in den Jahren 1900 und 1942 gescheitert. Die SVP griff das Thema 1998 wieder auf, da sie sich im Bundesrat unterrepräsentiert fühlte. 2003 erhielt sie zwar den von ihr geforderten zweiten Bundesratssitz zugesprochen, doch vier Jahre später wurde Christoph Blocher vom Parlament nicht wiedergewählt, was die SVP als angebliche «Missachtung des Volkswillens» interpretierte. Im Juli 2011 reichte sie eine Volksinitiative mit der Forderung ein, dass der Bundesrat nicht mehr durch das Parlament, sondern durch das Volk gewählt werden sollte. Dies sollte im Majorzverfahren in einem einzigen landesweiten Wahlkreis und gleichzeitig mit der Nationalratswahl geschehen. Mindestens zwei Sitze sollten dabei für Kandidaturen reserviert sein, die in einem französisch- oder italienischsprachigen Kanton oder im nicht deutschsprachigen Teil eines mehrsprachigen Kantons wohnhaft sind. Der Bundespräsident und dessen Stellvertreter sollten durch den Bundesrat selbst und nicht durch das Parlament gewählt werden. Der unmittelbar betroffene Bundesrat lehnte die Initiative ab, da seine Mitglieder als parteipolitische Akteure einen Dauerwahlkampf führen müssten, was dem Kollegialitätsprinzip zuwiderlaufen würde; das Parlament schloss sich dieser Meinung an. Nur kleine Rechtsaussenparteien unterstützten die SVP. Die Befürworter sprachen von einer Stärkung des Mitspracherechts des Volkes und wiesen auf die Regierungsratswahlen in den Kantonen hin. Alle übrigen Parteien schlossen sich zu einem gemeinsamen Komitee zusammen. Es vertrat die Position, dass Bewährtes nicht gefährdet werden sollte. Kantonale Wahlen seien nicht mit nationalen Wahlen vergleichbar, ausserdem würde die Quotenregel die Chancen des Kantons Tessin auf einen Bundesratssitz schmälern. Über drei Viertel der Abstimmenden und alle Kantone lehnten die Vorlage ab.

### Änderungen des Asylgesetzes
Angesichts der stark steigenden Zahl von Asylbewerbern schlug der Bundesrat im Mai 2010 eine Anpassung des erst zwei Jahre zuvor in Kraft getretenen Asylgesetzes vor, mit der in erster Linie das bisherige komplizierte und unübersichtliche System der Nichteintretensverfahren vereinfacht werden sollte. Solche Verfahren sollten nur noch im Zusammenhang mit Fällen gemäss dem Dubliner Übereinkommen und bei Wegweisungen in einen sicheren Drittstaat erfolgen. Das Parlament verschärfte die Revision dahingehend, dass auf verschiedene Nichteintretensgründe gar nicht mehr eingegangen werden sollte. Ebenso sollten Dienstverweigerung und Desertion als Asylgründe wegfallen und die Möglichkeit des Botschaftsasyls abgeschafft werden. Schliesslich sollten renitente Asylbewerber in besonderen Bundeszentren untergebracht werden können, wenn sie die öffentliche Sicherheit und Ordnung gefährden oder durch ihr Verhalten den ordentlichen Betrieb der Empfangsstellen erheblich stören. Gegen diesen Beschluss ergriffen die Jungen Grünen und verschiedene asylpolitische Organisationen das Referendum, Unterstützung erhielten sie von linken Parteien und Gewerkschaften. Die Gegner waren der Ansicht, die Revision wende sich gegen diejenigen Flüchtlinge, die am stärksten bedroht seien, und schränke das Recht auf Asyl zu stark ein. Die bürgerlichen Gegner hielten dem entgegen, dass die Revision die Anforderungen der Bundesverfassung und des Völkerrechts erfülle. Ihr Hauptziel sei es, die Verfahren zu beschleunigen, wodurch insbesondere die akuten Unterbringungsprobleme gelöst werden könnten. Fast vier Fünftel der Abstimmenden nahmen die Vorlage an.

## Abstimmungen am 22. September 2013

### Ergebnisse
| Nr. | Vorlage | Art | Stimm- berechtigte | Abgegebene Stimmen | Beteiligung | Gültige Stimmen | Ja        | Nein      | Ja-Anteil | Nein-Anteil | Stände | Ergebnis |
| --- | --- | --- | ------------------ | ------------------ | ----------- | --------------- | --------- | --------- | --------- | ----------- | ------ | -------- |
| 572 | Eidgenössische Volksinitiative vom 5. Januar 2012 «Ja zur Aufhebung der Wehrpflicht»                                      | VI  | 5'194'150          | 2'440'536          | 46,99 %     | 2'407'796       | 0'644'985 | 1'762'811 | 26,79 %   | 73,21 %     | 0:23   | nein     |
| 573 | Bundesbeschluss vom 28. September 2012 über die Bekämpfung übertragbarer Krankheiten des Menschen (Epidemiengesetz)       | FR  | 5'194'150          | 2'428'987          | 46,76 %     | 2'361'128       | 1'416'741 | 0'944'387 | 60,00 %   | 40,00 %     | –      | ja       |
| 574 | Bundesbeschluss vom 14. Dezember 2012 des Bundesgesetzes über die Arbeit in Industrie, Gewerbe und Handel (Arbeitsgesetz) | FR  | 5'194'150          | 2'429'435          | 46,77 %     | 2'374'036       | 1'324'528 | 1'049'508 | 55,79 %   | 44,21 %     | –      | ja       |

### Aufhebung der Wehrpflicht
Die GSoA reichte im Januar 2012 eine Volksinitiative ein. Ihr Ziel war es, die Militärdienstpflicht für Männer aufzuheben, ebenso den bei Vorliegen von Gewissensgründen obligatorisch zu leistenden zivilen Ersatzdienst. Stattdessen sollte das gegenwärtige Modell durch eine Freiwilligenmiliz für Frauen und Männer ersetzt werden. Unverändert liess die Initiative Artikel 58 der Verfassung, wonach die Schweiz eine Armee hat, die grundsätzlich nach dem Milizprinzip organisiert ist. Auf diese Weise sollte die Einführung einer Berufsarmee verhindert werden. Nur Grüne, SP und CSP unterstützten die Initiative. Die Befürworter waren der Meinung, die Schweizer Armee habe zu viele Soldaten und zu wenig Aufgaben; ausserdem sei sie zu teuer. Die Wehrpflicht sei ein unnötiger Zwang und nicht mehr zeitgemäss, zumal verschiedene europäische Staaten wie Frankreich, Spanien oder Italien diese abgeschafft hätten. Gegen die Initiative sprachen sich praktisch alle Mitte- und Rechtsparteien sowie die Arbeitsgemeinschaft für eine wirksame und friedenssichernde Milizarmee aus. Ihrer Meinung nach ging es den Initianten nur darum, die Armee Schritt für Schritt zu schwächen und schliesslich ganz abzuschaffen. Eine kleinere Freiwilligenarmee wäre nicht in der Lage, dieselben Leistungen wie die vom Volk getragene Milizarmee zu erbringen. Ausserdem seien die Auswirkungen auf Zivildienst, Zivilschutz, Erwerbsersatzordnung und Militärversicherung völlig unklar. Fast drei Viertel der Abstimmenden und alle Kantone lehnten die Initiative ab.

### Epidemiengesetz
Aufgrund der Erfahrungen der SARS-Pandemie 2002/03 und der H1N1-Pandemie 2009/10 entschied sich der Bundesrat im Dezember 2010 dazu, eine strukturelle und inhaltliche Revision des Epidemiengesetzes von 1970 einzuleiten. In Zukunft sollten Epidemien schneller erkannt, besser überwacht und effizienter bekämpft werden können. Ebenfalls vorgesehen waren Massnahmen gegen zunehmende Antibiotikaresistenzen und die verstärkte Information im Schulunterricht zu sexuell übertragbaren Erkrankungen. Für Diskussionen sorgte insbesondere der Passus, dass Bund und Kantone im Bedarfsfall eine Impfpflicht für gefährdete oder exponierte Personen anordnen können. Letztlich verabschiedete das Parlament die Revision mit deutlicher Mehrheit. Gegen diesen Beschluss brachten verschiedene impfskeptische Organisationen, die Junge SVP und die EDU das Referendum zustande. Während die Impfkritiker vor «Zwangsimpfungen» warnten, wandten sich christliche Kreise gegen eine «Frühsexualisierung» von Kindern durch die Prävention. Die SVP schloss sich den Gegnern an und wehrte sich in erster Linie gegen die von ihr so empfundene Machtkonzentration beim Bund. Zu den Befürwortern gehörten alle anderen Parteien, der Ärzteverband FMH und der Verband der Schweizer Hausärzte. Sie betonten die Wichtigkeit der Vorlage für die zeitgemässe Bekämpfung von Epidemien und weiteren Gesundheitsrisiken. Drei Fünftel der Abstimmenden nahmen die Vorlage an, ablehnende Mehrheiten verzeichneten die Kantone Appenzell Ausserrhoden, Appenzell Innerrhoden, Schwyz und Uri.

### Änderung des Arbeitsgesetzes
2009 forderte FDP-Nationalrat Christian Lüscher in einer parlamentarischen Initiative eine Anpassung des Nachtarbeitsverbots in Tankstellenshops. Es sei widersinnig, dass der Verkauf von Treibstoff und Fertigprodukten während der Nacht zwar erlaubt sei, das restliche Sortiment jedoch zwischen 1 Uhr und 5 Uhr nachts weggeschlossen werden müsse. Nach einer positiven Stellungnahme des Bundesrates stimmte das Parlament einer Teilrevision des Bundesgesetzes über die Arbeit in Industrie, Gewerbe und Handel zu. Neu sollten Tankstellenshops, die zu Autobahnraststätten gehören oder an Hauptverkehrswegen mit starkem Reiseverkehr liegen und deren Angebot in erster Linie auf die Bedürfnisse der Reisenden ausgerichtet ist, rund um die Uhr alles verkaufen dürfen. Gegen diesen Beschluss brachte die «Sonntagsallianz» – eine Vereinigung von kirchlichen Organisationen, linken und christlichen Parteien, Gewerkschaften, Frauenverbänden, Suchthilfestellen und Arbeitsmedizinern – das Referendum zustande. Die Gegner betrachteten die Liberalisierung als Teil einer Salamitaktik zur Aushöhlung des Arbeitnehmerschutzes und der Ruhezeiten. Entsprechend stand ihre Kampagne unter dem Motto «Nein zum 24-Stunden-Arbeitstag». Die befürwortenden bürgerlichen Parteien und Wirtschaftsverbände betonten, mit der Gesetzesänderung werde lediglich eine bürokratische Absurdität aufgehoben. Das Personal der Tankstellenshops arbeite schon jetzt in der Nacht, dürfe aber nach geltendem Recht einen Teil des Sortiments nicht verkaufen. Etwas mehr als 55 Prozent der Abstimmenden nahmen die Vorlage an, wobei vor allem in katholisch geprägten Kantonen Nein-Mehrheiten resultierten.

## Abstimmungen am 24. November 2013

### Ergebnisse
| Nr. | Vorlage | Art | Stimm- berechtigte | Abgegebene Stimmen | Beteiligung | Gültige Stimmen | Ja        | Nein      | Ja-Anteil | Nein-Anteil | Stände | Ergebnis |
| --- | --- | --- | ------------------ | ------------------ | ----------- | --------------- | --------- | --------- | --------- | ----------- | ------ | -------- |
| 575 | Eidgenössische Volksinitiative vom 21. März 2011 «1:12 – Für gerechte Löhne»                                                         | VI  | 5'203'973          | 2'791'082          | 53,63 %     | 2'751'717       | 0'954'787 | 1'796'930 | 34,70 %   | 65,30 %     | 0:23   | nein     |
| 576 | Eidgenössische Volksinitiative vom 12. Juli 2011 «Familieninitiative: Steuerabzüge auch für Eltern, die ihre Kinder selber betreuen» | VI  | 5'203'973          | 2'790'051          | 53,59 %     | 2'744'161       | 1'139'670 | 1'604'491 | 41,53 %   | 58,47 %     | 2½:20½ | nein     |
| 577 | Änderung vom 22. März 2013 des Bundesgesetzes über die Abgabe für die Benützung von Nationalstrassen (Nationalstrassenabgabegesetz)  | FR  | 5'203'973          | 1'425'830          | 53,61 %     | 2'750'116       | 1'087'368 | 1'662'748 | 39,54 %   | 60,46 %     | –      | nein     |

### Gerechte Löhne
Vor dem Hintergrund der Finanzkrise 2008 begannen die Juso im Jahr 2009 mit der Unterschriftensammlung für eine Volksinitiative. Sie wurde im März 2011 eingereicht und forderte, dass der höchste ausbezahlte Lohn in einem Unternehmen auf das Zwölffache des tiefsten ausbezahlten Lohnes im selben Unternehmen beschränkt wird. Ausnahmen sollten für Auszubildende, Praktikanten und behinderte Menschen mit geschützten Arbeitsplätzen gelten. Bundesrat und Parlament lehnten die Initiative ab, da sie einen unverhältnismässigen Eingriff in die bewährte Schweizer Arbeitsmarktpolitik darstelle, die sich durch tiefe Regulierungsdichte und starke Sozialpartnerschaft auszeichne. Sowohl die parlamentarische Debatte als auch die Abstimmungskampagne waren von einem tiefen Links-Rechts-Graben geprägt. Unterstützung erhielten die Initianten von der SP, den Grünen, dem Schweizerischen Gewerkschaftsbund und anderen Gewerkschaften, die mangels eines grossen Budgets auf provokative Aktionen setzten, um Aufmerksamkeit zu erlangen. Die Befürworter argumentierten, die höchsten Einkommensklassen hätten in der Vergangenheit unverhältnismässig stark von den Produktivitätssteigerungen in der Wirtschaft profitiert, bis hin zu massiven Lohnexzessen der Manager. Die bürgerlichen Parteien warnten insbesondere in der Deutschschweiz vor zu grossen staatlichen Eingriffen in die Wirtschaft, während sie in der Romandie die drohenden massiven Steuerausfälle in den Vordergrund rückten. Fast zwei Drittel der Abstimmenden und alle Kantone lehnten die Vorlage ab.

### Familieninitiative
2009 verabschiedete das Parlament eine Revision des Bundesgesetzes über die direkte Bundessteuer, mit der die Familienbesteuerung neu geregelt wurde. Um die Vereinbarkeit von Familie und Beruf zu fördern, sollte die Kindertagesbetreuung mit Steuerabzügen entlastet werden. Die SVP befand, dass dies Familien diskriminiere, die ihre Kinder selber betreuen, weshalb sie im Juli 2011 eine Volksinitiative einreichte. Sie forderte, dass solchen Eltern ein mindestens gleich hoher Steuerabzug gewährt wird wie Eltern, die ihre Kinder extern betreuen lassen. Bundesrat und Parlament empfahlen die Initiative zur Ablehnung, da «traditionelle» Familien mit nur einem Einkommen wie vor der Gesetzesrevision wieder bevorzugt würden. Unterstützung erhielt die SVP von der EVP, der Lega dei Ticinesi und der EDU, während die CVP in dieser Frage gespalten war. Die Befürworter argumentierten, die Steuerbelastung für Familien müsse gerecht sein und dürfe nicht einzelne Familien oder bestimmte Familienformen benachteiligen. Eltern, die ihre Kinder selber betreuen, würden Einkommen verlieren und müssten gleichzeitig durch ihre Steuern Kindertagesstätten quersubventionieren. Auf der Gegenseite befürchteten SP und Grüne, die Initiative könnte Frauen dazu ermutigen, sich aus dem Arbeitsmarkt zurückzuziehen. Ohnehin sei rund die Hälfte der Familien gar nicht bundessteuerpflichtig, sodass sie keine Abzüge geltend machen könnten. Ein zweites, von der FDP angeführtes Komitee legte den Fokus auf die zu erwartende Einnahmenverminderung und die negativen Auswirkungen auf die Wirtschaft. Eine relativ deutliche Mehrheit der Abstimmenden lehnte die Vorlage ab, Zustimmung erhielt sie nur in den Kantonen Appenzell Innerrhoden, Uri und Schaffhausen.

### Nationalstrassenabgabegesetz
2012 beantragte der Bundesrat beim Parlament eine Anpassung des Bundesbeschlusses über das Nationalstrassennetz. Knapp 400 Kilometer Kantonsstrassen sollten zu Nationalstrassen erklärt werden, zudem sollten mittels Netzergänzungen verschiedene Engpässe beseitigt werden. Ein grosser Teil der auf jährlich 305 Millionen Franken geschätzten Mehrkosten sollte durch eine Erhöhung des Preises der Autobahnvignette von 40 auf 100 Franken finanziert werden. Zudem war die Einführung einer Zweimonatsvignette zum Preis von 40 Franken vorgesehen. Gegen diese Änderung des Nationalstrassenabgabegesetzes ergriff ein überparteiliches Komitee mit Erfolg das Referendum. Die SVP kritisierte insbesondere den Preisaufschlag um 150 Prozent sowie die Tatsache, dass nur ein Teil der so generierten Gelder dem Strassenverkehr zugutekommen würden. Ausserdem würden die bei den Kantonen frei werdenden Gelder nicht notwendigerweise für den Strassenverkehr eingesetzt. Die Grünliberalen forderten mehr Kostenwahrheit bei allen Verkehrsträgern, während die Grünen generell den Ausbau des Strassennetzes ablehnten. Während die SP Stimmfreigabe beschloss, setzten sich FDP, CVP, EVP und BDP für die Gesetzesrevision ein. Im Mittelpunkt ihrer Kampagne standen die zahlreichen regionalen Projekte, die mit Hilfe des höheren Vignettenpreises umgesetzt werden könnten, sowie die steigende Sicherheit, die aufgrund der höheren Standards für Nationalstrassen zu erwarten sei. Drei Fünftel der Abstimmenden lehnten die Vorlage ab, die in keinem Kanton eine Mehrheit fand.